# Дюстлей Мюлдер
Дюстлей Мюлдер (нід. Dustley Mulder, нар. 27 січня 1985, Барн) — нідерландський футболіст, захисник клубу «НАК Бреда» та національної збірної Кюрасао.

## Клубна кар'єра
Народився 27 січня 1985 року в місті Баарн з Кюрасао батьків. Розпочав грати у футбол в академії V.V. IJsselmeervogels, після чого навчався в школах «Утрехта» та «Феєнорда».
Перед сезоном 2004/05 він був відданий в оренду в клуб «Ексельсіор» (Роттердам) з другого дивізіону, в якому і дебютував на дорослому рівні, провівши півтора сезони і взявши участь у 46 матчах чемпіонату.
Своєю грою за цю команду привернув увагу представників тренерського штабу клубу «Валвейк» з Ередивізі, до складу якого приєднався на початку 2006 року. За п'ять сезонів він став незамінним правим захисником команди, провівши 153 матчі і забивши 4 голи. Мюлдер залишив команду з Валвейка в кінці сезону 2009/10, коли його контракт закінчився.
2 липня 2010 року уклав контракт з клубом «Левскі», у складі якого провів наступні чотири роки своєї кар'єри гравця. Граючи у складі «Левскі» також здебільшого виходив на поле в основному складі команди.
У липні 2014 року Дюстлей підписав контракт на один рік, з можливістю продовження ще на один сезон, з кіпрським «Аполлоном», проте основним гравцем не став і у січні 2015 року контракт було розірвано, після чого Мюлдер протягом шести місяців лишався без клуб.
В липні 2015 року став гравцем клубу «НАК Бреда», але за сезон відіграв за команду з Бреди лише 18 матчів в національному чемпіонаті, після чого 2016 року знову став вільним агентом.

## Виступи за збірну
Виступав за юнацьку збірну Нідерландів, а 2008 року почав грати за збірну Нідерландських Антильських островів, проте через виступи за голландські збірні ФІФА відмовила гравцю у праві виступати за збірну Антилів.
28 березня 2015 року дебютував в офіційних матчах у складі національної збірної Кюрасао у відбірковій грі на чемпіонат світу 2018 року проти збірної Монтсеррату. 
Влітку 2017 року у складі збірної став переможцем Карибського кубка, а наступного місяця був учасником розіграшу Золотого кубка КОНКАКАФ 2017 року у США.
Наразі[коли?] провів у формі головної команди країни 19 матчів.

## Досягнення
- Переможець Карибського кубка: 2017